# Šaštínská kartounka
Textilní manufaktura na výrobu kartounu (kartounka) fungovala v Šaštíně v tehdejším Horním Uhersku, dnešním západní Slovensku. Vznikla v roce 1736, existovala do poloviny 19. století a sídlila v areálu bývalého zámečku (kaštelu). 
Šlo o největší a nejvýznamnější manufakturu tohoto druhu na území pozdějšího Československa. Jejím zakladatelem byl manžel budoucí císařovny Marie Terezie František Štěpán Lotrinský, od roku 1730 uherský místodržící, pozdější císař Svaté říše římské a uherský král, který byl známý svými podnikatelskými schopnostmi. Po Františku Štěpánovi vystřídala manufaktura několik dalších majitelů. V manufaktuře byly vyráběny a potiskovány kartouny, tedy bavlněné tkaniny v plátnové vazbě, a polokartouny, které tvoří z poloviny bavlna a z poloviny len. Výrobky manufaktury se prodávaly po celé Habsburské monarchii i za jejími hranicemi. V prvních desetiletích provozu jí ve výrobě kartounu a polokartounu na území monarchie konkurovala jen kartounka ve Schwechatu blízko Vídně. Manufaktura zanikla nejpozději v době revoluce v letech 1848–1849.[zdroj?] V druhé polovině 19. století byl v bývalé kartounce zřízen cukrovar.